# Мурав'янка-прудкокрил манікорська
Мурав'янка-прудкокрил манікорська (Hypocnemis rondoni) — вид горобцеподібних птахів родини сорокушових (Thamnophilidae). Ендемік Бразилії.

## Поширення і екологія
Манікорські мурав'янки-прудкокрили мешкають в Бразильській Амазонії на правому березі річки Мадейра, між річками Аріпуана і Жипарана і на західному березі річки Рузвельт, в штатах Амазонас, Рондонія і Мату-Гросу. Вони живуть в підліску вологих рівнинних тропічних лісів і на галявинах. Живляться комахами.